# Estrella Burgos Ruiz
Estrella Burgos Ruiz (Ciudad de México, 1960-Ciudad de México, 6 de octubre de 2023) fue una editora, traductora, periodista y divulgadora científica mexicana.
Fue fundadora y editora de la Revista ¿Cómo ves?, de la Dirección General de Divulgación de la Ciencia de la Universidad Nacional Autónoma de México, desde su fundación en 1998.

## Biografía
Estrella Burgos egresó de la Facultad de Química de la UNAM. En 1980, durante su etapa de estudiante, colaboró como traductora con la Revista Naturaleza, producto del entonces Programa Experimental de Comunicación de la Ciencia de la UNAM, que después se transformó en el Centro Universitario de la Comunicación de la Ciencia para, finalmente, convertirse en la actual Dirección General  de Divulgación de la Ciencia de la UNAM. Como parte de este equipo de trabajo, colaboró de cerca con el Dr. Luis Estrada, quien fue uno de los pioneros de la divulgación de la ciencia en México y director de los dos primeros proyectos que antecedieron a la DGDC-UNAM. En diciembre de 1998, fundó la Revista ¿Cómo ves?, dirigida a lectores jóvenes, principalmente de bachillerato y primeros años de licenciatura. Desde ese año y hasta su muerte, Estrella fue la editora de dicha revista.
Además de su labor como editora, fue traductora de National Geographic, correctora, periodista, autora de diversos libros de divulgación y colaboradora en diversas publicaciones del campo. Asimismo, fue conductora de programas de radio, como Ven a tomar un café con nosotros para Radio UNAM, y de televisión e impartió cursos y talleres. Igualmente, tuvo a su cargo la sección de noticias de la Revista Ciencia y Desarrollo, del entonces Consejo Nacional de Ciencia y Tecnología. Fue profesora en la Escuela de Periodismo Carlos Septién García y del Diplomado en Divulgación de la Ciencia de la UNAM. De manera independiente. Fue coautora de libros de texto de ciencias y geografía para educación primaria y de física para educación secundaria.
De 2007 a 2009 fue presidenta de la Sociedad Mexicana para la Divulgación de la Ciencia y la Técnica. Desde 2008, fue miembro de la National Association of Science Writers. En el 2014, obtuvo una beca artística de la Fundación Civitella Ranieri para una estancia como escritora en Italia
Estrella Burgos falleció de cáncer el 6 de octubre de 2023. 

## Premios y reconocimientos
Por su trayectoria en la divulgación de la ciencia escrita, en la radio y la televisión, Estrella Burgos recibió:
- En el 2013, Premio La Ciencia y el Hombre de la Universidad Veracruzana.[5]
- En el 2017, el Premio Nacional de Divulgación de la Ciencia Alejandra Jaidar, otorgado por la Sociedad Mexicana para la Divulgación de la Ciencia y la Técnica (Somedicyt, A.C.) con el apoyo del entonces Consejo Nacional de Ciencia y Tecnología (actualmente la Secretaría de Ciencia, Humanidades, Tecnología e Innovación) y de la Universidad Nacional Autónoma de México[6][7]

## Publicaciones
- El reverendo apacible: Thomas Robert Malthus (1993).
- ¿Cómo es tu papá? (2009).
- La lluvia (2013).